# Place Lam Son
La place Lam Son (vietnamien : Công trường Lam Son) est une place située dans le 1er arrondissement au centre de Hô Chi Minh-Ville au Vietnam. 

## Présentation
La place Lam Son est un espace public placé devant et derrière l'opéra de Saïgon, et traversée par la célèbre rue Dong Khoi. 
La place est aussi bordée de bâtiments historiques comme l'hôtel Continental et l'hôtel Caravelle.
Pendant la période coloniale française, la place devant le Théâtre s'appelait Place Francis Garnier. 
En 1910, l'autorité française érige une statue en l'honneur de l'officier de marine Francis Garnier mort au combat à Hanoï, le 21 décembre 1873.
À partir de 1935, derrière le théâtre se trouve la Place Augustin Foray. 
En 1955, lorsque la Première République du Viêt Nam (1955-1963) (vi) est établie au Sud-Vietnam, les deux places sont rebaptisées place Lam Son.
En 2017, la partie de la place située derrière l'opéra est encore une aire de stationnement de 800 m2. 
En 2018, les autorités décident d'en faire un jardin. 

## Galerie

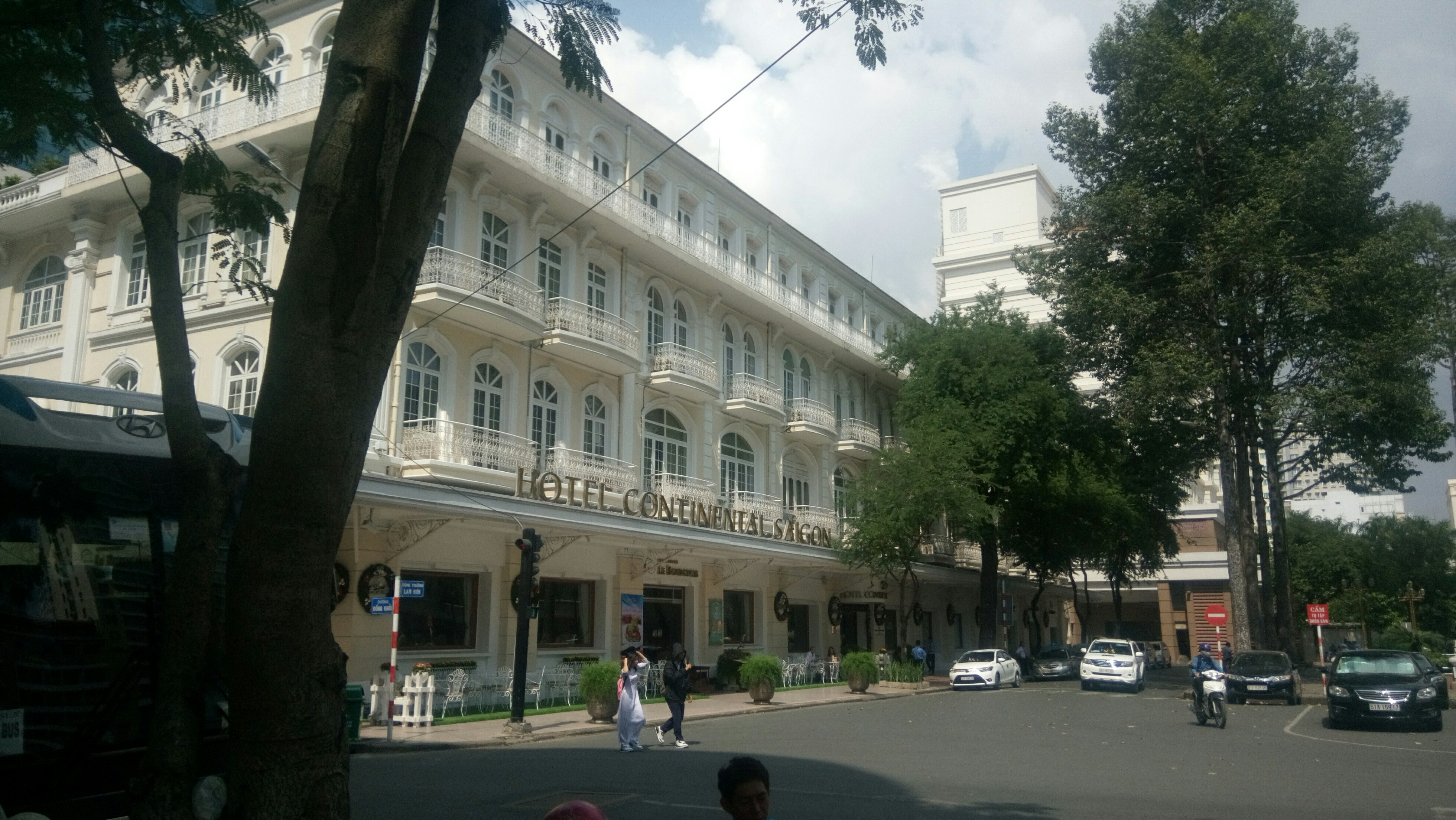
Vue de la rue Dong Khoi et d'un petit coin de la place Lam Son.